# Bryconinae
A Bryconinae a sugarasúszójú halak (Actinopterygii) osztályába, a pontylazacalakúak (Characiformes) rendjébe a pontylazacfélék (Characidae) családjába tartozó alcsalád.

## Rendszerezés
Az alcsaládba az alábbi 3 nem tartozik:
- Brycon (Müller & Troschel, 1844) – 42 faj
- Chilobrycon (Géry & de Rham, 1981) – 1 faj
- Henochilus (Garman, 1890) – 1 faj